# Jean-Charles Tacchella
Jean-Charles Tacchella (Cherbourg, 25 settembre 1925 – Versailles, 29 agosto 2024) è stato un regista e sceneggiatore francese.

## Biografia
Giornalista (L'Écran français) e sceneggiatore, si fece notare come regista grazie a due cortometraggi: Le derniers hivers (1970) e Une belle journée (1972). Nel 1975 diresse Cugino, cugina, ottenendo un eccezionale successo di critica e di pubblico.
Membro del consiglio di amministrazione della Cinémathèque Française fin dal 1981, ne fu presidente nel 2001; nel 2003 divenne presidente onorario.
Tacchella è morto nel 2024, quasi centenario, nella sua casa a Versailles.

## Filmografia

### Regista
- Cugino, cugina (1975)
- Travelling avant (1987)
- Donne di piacere (1990)
- Tutti i giorni è domenica (1994)
- Les gens qui s'aiment (2000)

### Sceneggiatore
- Gli eroi sono stanchi (1955)
- Tifone su nagasaki (1956)
- La legge è legge (1957)
- La mano calda (1959)
- Il vento si alza (1959)
- Sexy girl (1959)
- Il delitto non paga (1961)
- Il triangolo del delitto (1964)
- La lunga marcia (1966)
- Weekend proibito di una famiglia quasi perbene (1971)
- Cugino, cugina (1975)
- Croque la vie (1981)
- Escalier C (1985)
- Travelling avant (1987)
- Cugini (1989)
- Donne di piacere (1990)
- Tutti i giorni è domenica (1994)
- Les gens qui s'aiment (2000)